# Contagiándose la energía del otro en vivo en Obras
Contagiándose La Energía del Otro En Vivo en Obras es un álbum en vivo grabado por la banda argentina El Otro Yo en el Estadio de Obras. Contó con invitados como Claudio O'Connor en “69” y Diego Arnedo. El disco incluye “Lobizón”, un tema inédito y, por su parte, el DVD agrega documentales sobre la Gira Interminable del 2000 y el backstage del show en Obras.

## Lista de temas
1. EOY
2. 10,000,000
3. Corta el pasto
4. Tiburón
5. La ola
6. Caminando
7. El zumbido
8. Hombre de mierda
9. La música
10. Filadelfia
11. Yo te amo
12. Fuck you
13. 69
14. Alegría
15. Lobizón(Tema inédito)